# Polyethylentereftalát
Polyethylentereftalát je termoplast ze skupiny polyesterů, známý pod zkratkou PET z poly(ethylen tereftalát).

## Výroba
Vyrábí se z ethylenglykolu (ethan-1,2-diolu) (esterifikací) s kyselinou tereftalovou nebo transesterifikací dimethyltereftalátu (C6H4(CO2CH3)2).

### Dimethyltereftalátový proces
Při tomto postupu dimethyltereftalát reaguje s nadbytkem ethylenglykolu v tavenině při teplotě 150 – 200 °C za katalýzy zásadou. Methanol (CH3OH) je odstraňován destilací, což posunuje reakční rovnováhu požadovaným směrem. Nakonec je nadbytek ethylenglykolu odstraněn vakuovou destilací za vyšší teploty. Druhý transesterifikační krok probíhá za teploty 270 – 280 °C, s opětným odstraňováním ethylenglykolu.
Reakci lze popsat následovně:
První krok
C6H4(CO2CH3)2 + 2 HOCH2CH2OH → C6H4(CO2CH2CH2OH)2 + 2 CH3OH
Druhý krok
n C6H4(CO2CH2CH2OH)2 → [(CO)C6H4(CO2CH2CH2O)]n + n HOCH2CH2OH

### Postup výroby z kyseliny tereftalové
Při tomto postupu je esterifikace ethylenglykolu a kyseliny tereftalové prováděna přímo za tlaku 2,7 – 5,5 baru a teploty 220 – 260 °C. Vznikající voda je odstraňována destilačně, což opět vede k žádoucímu posunu reakční rovnováhy ve prospěch polyethylentereftalátu.
n C6H4(CO2H)2 + n HOCH2CH2OH → [(CO)C6H4(CO2CH2CH2O)]n + 2n H2O

## Vlastnosti a využití

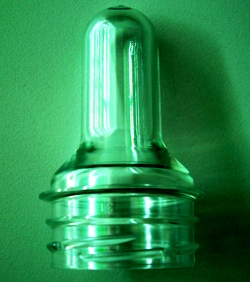
Polotovar (tzv. preforma) z PET

PET se uplatnil především při výrobě vláken vynikajících nemačkavostí a malou navlhavostí (např. Dacron; na textilních výrobcích můžeme najít nesprávnou zkratku PES, která označuje příslušnost tohoto polymeru k polyesterům), lahví (obvykle označovaných jen zkratkou PET) a dalších obalů a fólií. Tenké fólie jsou často používány pod obchodním názvem Mylar. Znám je pod řadou dalších obchodních názvů, např. Arnite, Impet, Rynite, Ertalyte, Hostaphan, Melinex, Dacron, Terylene, Trevira atd.
V závislosti na procesu výroby a zpracování (rychlosti chladnutí taveniny) je možno připravit téměř amorfní PET (průhledný) a polokrystalický PET (mléčně zakalený).

## Recyklace

Označení PET pro spotřebitele

PET se poměrně dobře mechanicky recykluje, přičemž významná je čistota separovaného odpadního plastu. Stávající neseparátní sběrný systém je nevyhovující, jelikož materiál degraduje a ztrácí čirost. Probíhá také intenzivní výzkum chemické recyklace PET, a to i v České republice, kde se chystá patent pro tuto technologii. Spotřebitelské aplikace se pro potřeby pozdějšího třídění a recyklace označují jedničkou uprostřed trojúhelníku ze zacyklených šipek. Již od roku 2005 se PET recykluje v České republice v Bohumíně, kde sídlí rovněž jeden z největších recyklátorů PET láhví v Evropě.

## Nevýhody
Při degradaci PET se uvolňuje acetaldehyd, který svým nasládlým zápachem může znehodnotit obsah PET lahví. Do nápojů se také může uvolňovat oxid antimonitý, který se používá při výrobě PET jako katalyzátor. Tyto se však dají jímat a odstraňovat již v procesu samotné recyklace. Chemická odolnost: PET lahve jsou nepoužitelné pro roztoky silných zásad, taktéž nejsou odolné například vůči kyselině dusičné.